# Nankin (schip, 1912)
De Nankin was een Brits vrachtschip van de rederij Eastern & Australiën Compagnie te Londen. Het voer in lijndienst op Australië. Het was het zusterschip van de onfortuinlijke Nellore en de Tanda, die de Tweede Wereldoorlog wel overleefde. Officieel nummer: 131857.

## Geschiedenis
De Nankin werd gebouwd voor de The Peninsular and Oriental Steam Navigation Company en werd net als haar zusterschepen - waaronder de Nellore - ingezet op de vaart op China. In 1931 werd ze verkocht aan de Eastern and Australian Steam Ship Co. Ltd.
Ze was onder bevel van kaptitein C. Stratford op weg van Melbourne naar Bombay toen ze op 10 mei 1943, in de Indische Oceaan, op 26.43 Z.B. en 89.58 O.L., werd onderschept door de Duitse hulpkruiser Thor (Schiff 10) onder bevel van Kapitän-zur-See G. Gumprich. De Nankin had een bemanning van 164 koppen aan boord, alsmede 180 passagiers, waaronder 27 vrouwen en kinderen en 20 Britse marineofficieren.
De commandant van de Thor zond de buitgemaakte Nankin onder de prijsofficier W. Vögel eerst naar een rendez-vous met het bevoorradingsschip Regensburg. De Nankin ontmoette dit op 12 mei op 22°30 Z.B. en 80°00 O.L. Vandaar werd ze doorgezonden naar Japan, waar ze op 18 juli aankwam te Yokohama. Ze werd daar omgedoopt in Leuthen en ingericht tot bevoorradingsschip onder Oberleutnant-zur-See der Reserven W. Sander. Bij de explosie van de Uckermark te Yokohama op 30 november 1943 werd de Leuthen geheel vernield en ging ten onder.
De Nankin, Tanda en de Nellore, scheelden bijna niets in lengte en breedte, maar wel in tonnenmaat. De schepen waren 137 meter lang, 16 meter breed en hadden 9,45 meter diepgang.
Hun stoommachines waren reciprocating, twin-screw, met kolen als brandstof en de snelheid was ongeveer 12,5 knopen. De bunker-capaciteit was 673 ton. De drie koopvaardijschepen hadden elk drie dekken en voeren voor Eastern and Australian Steam Ship Co. Ltd.